# Relaciones Argentina-Corea del Norte
Las relaciones Argentina-Corea del Norte se refieren a las relaciones diplomáticas que mantuvieron ambos países durante la década de 1970. En la actualidad no mantienen relaciones diplomáticas. 

## Historia

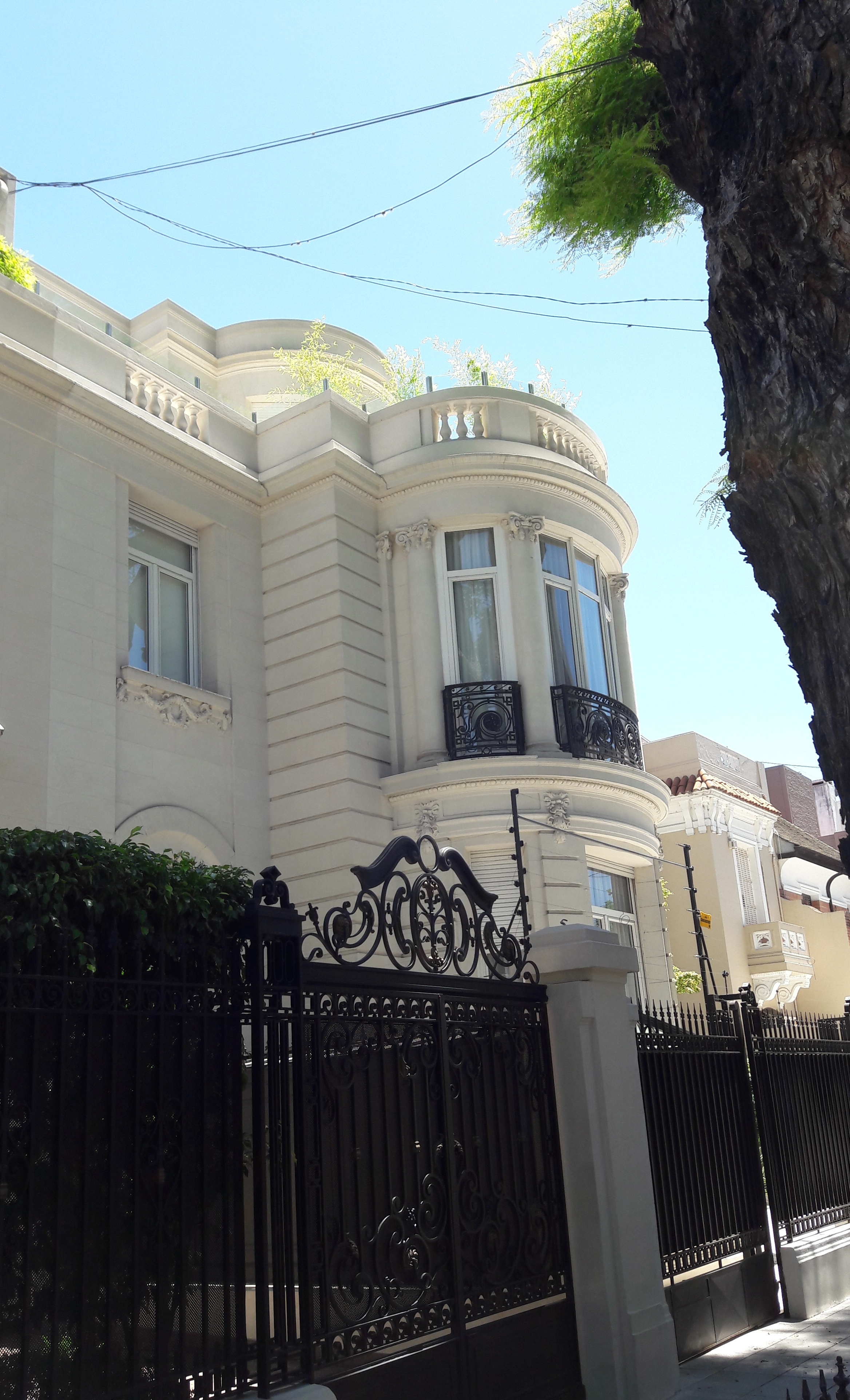
Antigua Embajada de Corea del Norte en Buenos Aires.

Durante la presidencia de Héctor Cámpora comenzaron los acercamientos con el gobierno norcoreano, y en marzo de 1973, Isabel Martínez de Perón y José López Rega realizaron una visita a Pyongyang, donde fueron recibidos por Kim Il-sung. En junio de aquel año, ambos países establecieron relaciones diplomáticas y Corea del Norte abrió su embajada en Buenos Aires durante 1973, en el barrio de Belgrano, en Gorostiaga 2115.
En 1975, Isabel Martínez de Perón, ya presidenta, recibió una comisión de niños norcoreanos en la Quinta de Olivos. Durante el Proceso de Reorganización Nacional se cortaron las relaciones diplomáticas entre los dos países.
Posterior a la vuelta a la democracia en Argentina hubo pequeños acercamientos en la década de 1990 durante la presidencia de Carlos Menem. Argentina apoyó el ingreso de Corea del Norte a la ONU y los coreanos se mostraron a favor de la candidatura a los Juegos Olímpicos de la ciudad Buenos Aires. Corea del Norte también buscó abrir oficinas comerciales en Buenos Aires, aunque ese plan nunca se concretó.
Sin embargo al día de hoy los acercamientos se han congelado y los países no mantienen ningún tipo de relación formal.